# Вильхова (остановочный пункт)
Вильхова — остановочный железнодорожный пункт Коростенской дирекции Юго-Западной железной дороги на линии Чернигов—Овруч, расположенный в селе Ольховая. Название связано с селом Ольховая — на украинском языке Вільхова.

## История
Остановочный пункт был открыт в 1974 году на действующей ж/д линии Чернигов—Овруч. По состоянию местности на 1986 год: на топографической карте лист М-35-024 остановочный пункт обозначен.

## Общие сведения
Станция представлена одной боковой платформой. Имеет 1 путь.

## Пассажирское сообщение
Пассажирское сообщение станцией не осуществляется.